# Franz Ludwig Hörth
Franz Ludwig Hörth (* 14. November 1883 in Frankfurt am Main; † 20. November 1934 in Berlin) war ein deutscher Regisseur und Operndirektor.

## Leben und Wirken
Hörth war der Sohn des Redakteurs und Journalisten Otto Hörth (* 1842 Achern; † 1935 Berlin-Charlottenburg) und der Caroline „Lilly“ Hörth, geb. Zinhart (* 1850 Offenbach; † 1933 Frankfurt am Main). Er nahm nach dem Abitur am Frankfurter Lessing-Gymnasium 1902 ein Studium der Philosophie, Germanistik und Kunstgeschichte an den Universitäten Freiburg, Heidelberg, München und Erlangen auf. In Erlangen promovierte er 1906 „summa cum laude“ zum Dr. phil. Zudem studierte er am „Raff'schen Konservatorium“ (Frankfurt) Klavier und Geige und nahm Schauspielunterricht bei Prof. Herrmann und an der „Reicherschen Hochschule für dramatische Kunst“ (Berlin). Mit einer halbjährigen Tätigkeit aus Starkstrommonteur zum Studium von Beleuchtungsproblemen vervollständigte er seine Ausbildung.
Er wirke zunächst bei einer Wanderbühne als Schauspieler, Kapellmeister und Sänger. Als Regisseur arbeitete er von 1908 bis 1910 am Stadttheater Trier, 1911/12 an der Kurfürsten-Oper in Berlin, von 1912 bis 1915 am Stadttheater von Freiburg i. Br. und 1915 bis 1917 am Stadttheater Breslau. Als Oberregisseur war er von 1917 bis 1920 am Landestheater Stuttgart und als Leitender Oberregisseur ab 1920 an der Berliner Staatsoper Unter den Linden tätig.
Von Oktober 1920 bis zu seinem Tod leitete er als Professor die Opernschule der Berliner Hochschule für Musik.
Nach der Entlassung des Staatsopernintendanten Max von Schillings im November 1925 übertrug der preußische Kultusminister Carl Heinrich Becker die interimistische Leitung des Hauses ab 1. Januar 1926 bis zur endgültigen Regelung der Intendantenfrage neben dem Generalmusikdirektor Erich Kleiber und dem Regierungsrat Franz Winter zusätzlich dem Oberregisseur Hörth. 
Beim jungen Medium Rundfunk arbeitete Hörth an der Gestaltung von Opernübertragungen mit.
An der Metropolitan Opera in New York inszenierte er 1913/14 Opern von Humperdinck, Mozart, Richard Strauss und Wagner, am Teatre del Liceu in Barcelona 1922 den Rosenkavalier und Die Meistersinger von Nürnberg. Bei den Salzburger Festspielen inszenierte er die Zauberflöte (1932) und Oberon (1932–1934). 1932 führte er Regie bei dem Kurz-Spielfilm Der Knalleffekt mit dem Tenor Helge Rosvaenge.
Hörth heiratete 1911 die Sängerin Mathilde Schwarzlose (* 1881 Erfurt). Von 1917 bis 1921 war er mit Wilhelmine Pulvermacher (* 1887 New York) verheiratet. Auch eine dritte Ehe wurde geschieden. Er war Vater eines Sohnes.
Hörth wohnte seit 1920 am Luisenplatz in Charlottenburg. Er starb kurz nach seinem 51. Geburtstag nach längerer Krankheit in der Berliner Charité. Die Beisetzung fand auf dem Friedhof Heerstraße im heutigen Berliner Ortsteil Westend statt. Dort fand auch der Vater Otto Hörth, der ihn nur um wenige Wochen überlebte, seine letzte Ruhestätte. Das gemeinsame Grab ist nicht erhalten.
Hörth gilt als moderner Opernregisseur, der erfolgreicher Wegbereiter vieler neuer Opernwerke war. Der Sänger Fritz Soot, der die Grabrede hielt, bezeichnete ihn als einen sportbegeisterten (Fußball, Rudern), leistungsorientierten, ehrgeizigen und einzelgängerischen „seltsamen Menschen“.

## Werke
- Zur Problematik der Wirklichkeit. Eine Metakritik des transzendentalen Idealismus. Inaugural-Dissertation. Knauer, Frankfurt 1906 (Online)
- Das Werk der Staatsoper: Originallithographien zu den Inszenierungen der Werke moderner und alter Meister an der Berliner Staatsoper. Hrsg. von Franz Ludwig Hörth. Gurlitt, Berlin 1922–1923. Erschienen sind Mappen zu den Inszenierungen von Josephs Legende (Band 1, 1922), Der Schatzgräber (Band 2, 1922) und Così fan tutte (Band 3, 1923).
- Das Stilproblem von Wagners „Ring des Nibelungen“. In: Die Staatsoper Berlin 1919 bis 1925: ein Almanach. Deutsche Verlags-Anstalt, Stuttgart 1926, S. 149–153.